# 아세트산 에틸
아세트산 에틸(초산에틸, ethyl acetate, ethyl ethanoate, EtOAc, ETAC, EA)은 CH
3−COO−CH
2−CH
3, 더 단순화된 표현으로 C
4H
8O
2의 화학식을 지니는 유기 화합물이다. 이 무색의 액체는 달콤한 향을 내는 것이 특징이며 단맛이 많이 나는 과일이나 향이 풍부한 식물 등에서 주로 발견된다. 식품첨가물 중 착향제로 주로 사용되며 차와 커피의 디카페인 공정이나 추출 용매 등으로 사용된다.

## 안전
생쥐의 LD50은 5620 mg/kg에 이르며 이는 독성이 낮음을 의미한다. 이 화학 물질이 수많은 생물(과일, 효소 등)에 자연스럽게 존재하기 때문에 독성의 위험성이 거의 없는 편이다.
세계보건기구(WHO)에서는 아세트산 에틸(초산에틸)의 일일 섭취 허용량(ADI, Acceptable Daily Intake)을 체중 1kg 당 25mg로 평가하고 있다. 각종 제로 식품에 사용되어 자주 접할 수 있거나 오랜기간 널리 사용된 인공 감미료의 ADI와 유사한 수준이다.
유럽 식품안전청(EFSA)에 따르면 입으로 섭취한 초산에틸은 빠르게 대사되어 분해된다. 섭취 노출 후 혈중 반감기는 약 35초로 알려져있다.

## 산업
아세트산 에틸은 에탄올과 아세트산의 에스터이며 용액으로서 사용하기 위해 대량으로 제조된다. 1759년 Lauraguais 백작이 에탄올과 아세트산을 이용하여 합성한 이래 현재까지도 동일한 원리로 산업적 생산이 이루어지고 있다. 2024년 기준으로 아세트산 에틸의 시장 규모는 약 47억 달러로 추산된다.

## 활용
달콤한 향이 나는 특징을 이용하여 식품첨가물 착향제로 주로 사용된다. 미국, 유럽연합, 한국을 비롯하여 대부분의 나라에서 법적으로 허용하는 범용적 식품첨가물이다. 와인의 발효 과정에서 발생하는 아세트산 에틸(초산에틸)은 일정 수준 존재할 경우 와인의 풍미를 강화시켜준다고도 알려져 있다. 식품은 물론이고 특정 물질을 추출하거나 녹이기 위한 용매로도 널리 사용된다.